# David A. Tirrell
David A. Tirrell (* 1953 in Easton (Pennsylvania)) ist ein US-amerikanischer Chemiker und Chemieingenieur (Makromolekulare Chemie, Protein-Biosynthese).

## Biografie
Tirrell studierte Chemie am Massachusetts Institute of Technology mit dem Bachelor-Abschluss 1974 und wurde 1978 an der University of Massachusetts Amherst bei Otto Vogl promoviert. Als Post-Doktorand war er an der Universität von Kyoto bei Takeo Saegusa. Ab 1978 war er Assistant Professor und später Professor an der Carnegie Mellon University und war 1984 bis 1998 Professor und  Direktor des Materials Research Laboratory an der University of Massachusetts Amherst.  Ab 1998 war er Professor am Caltech, wo er Ross McCollum-William H. Corcoran Professor and Professor of Chemistry and Chemical Engineering ist. 1999 bis 2009 stand er der Abteilung Chemie und Chemieingenieurwesen vor. 2012 bis 2018 war er Direktor des Beckman Institute am Caltech. 2017 wurde er Provost des Caltech.
1982 wurde er Forschungsstipendiat der Alfred P. Sloan Foundation (Sloan Research Fellow). 1988 bis 1999 war er Herausgeber des Journal of Polymer Science.

## Werk
Er benutzt biologisch inspirierte Methoden zur Polymer- und Proteinsynthese. Tirrell veränderte in seinem Labor die molekulare Maschinerie der DNA-Auslese von Zellen, so dass diese mit anderen als den üblichen Aminosäuren Proteine aufbauen oder neuartige künstliche Proteine. Anwendungen sind zum Beispiel in der Biomedizin (Materialien für die Chirurgie u. a.).
In der Polymersynthese entwickelte er Techniken um Materialien mit vorgegebenen, programmierbaren molekularen Eigenschaften zu erzeugen. Darunter waren Flüssigkristalle und Gele.
Sein Labor entwickelt auch Techniken zur Erforschung der Dynamik der Proteinsynthese und Proteomik in lebenden Organismen und Zellen.

## Mitgliedschaften und Ehrungen
Er ist Mitglied der National Academy of Sciences (2006), der National Academy of Engineering (2008), der American Academy of Arts and Sciences (2005), der American Philosophical Society (2019) und des Institute of Medicine (2011). 2010 erhielt er den Dickson Prize in Science. 2007 war er Arthur C. Cope Scholar der ACS, 2004 G. N. Lewis Lecturer in Berkeley und erhielt 2001 den ACS Award in Polymer Chemistry. Er ist Ehrendoktor der TU Eindhoven.

## Schriften
- mit June G. Tirrell, Thomas L. Mason, Maurille J. Fournier: Engineered Proteins in Materials Research, in: S. M. Hecht (Hrsg.): Bioorganic chemistry : peptides and proteins, Oxford University Press 1998
- mit Robert Langer: Designing materials for biology and medicine, Nature, Band 428, 2004, S. 487–492
- Reinterpreting the Genetic Code: Implications for macromolecular design, evolution and analysis, in: Ahmed H. Zewail (Hrsg.), Physical Biology: From Atoms to Medicine : From Atoms to Medicine, London: Imperial College Press, 2008, S. 165–187.